# Purperlibel
De purperlibel (Trithemis annulata) is een echte libel uit de familie van de korenbouten (Libellulidae). De wetenschappelijke naam van de soort werd in 1805 als Libellula annulata gepubliceerd door Ambroise Marie François Joseph Palisot de Beauvois.
De soort staat op de Rode Lijst van de IUCN als niet bedreigd, beoordelingsjaar 2015. De purperlibel komt voor in Afrika, Zuid-Europa, het Midden-Oosten, Zuid-Azië en eilanden in de Indische Oceaan.

## Synoniemen
- Libellula rubrinervis Selys, 1841
- Libellula haematina Rambur, 1842
- Libellula obsoleta Rambur, 1842, non Say, 1840
- Tramea erythraea Brauer, 1867
- Trithemis violacea Sjöstedt, 1900
- Trithemis scorteccii Nielsen, 1935